# دوايت هوارد
دوايت هوارد (بالإنجليزية: Dwight Howard) مواليد 8 ديسمبر 1985، هو لاعب كرة سلة أمريكي كان يلعب مع فريق هيوستن روكتس وانتقل إلى لوس أنجلوس لايكرز في الرابطة الوطنية لكرة السلة ويحمل الرقم 12. يبلغ طوله 6 قدم 11 بوصة (2.1 م).

## فرق لعب لها
- أورلاندو ماجيك
- لوس أنجلوس ليكرز
- هيوستن روكتس

## الميداليات
| الميدالية | المسابقة                             |
| --------- | ------------------------------------ |
| ذهبية     | الألعاب الأولمبية الصيفية 2008       |
| برونزية   | بطولة كأس العالم لكرة السلة 2006     |
| ذهبية     | بطولة أمم الأمريكتين لكرة السلة 2007 |

## روابط خارجية
- دوايت هوارد على موقع IMDb (الإنجليزية)
- دوايت هوارد على موقع الموسوعة البريطانية (الإنجليزية)
- دوايت هوارد على موقع ألو سيني (الفرنسية)
- دوايت هوارد على موقع ميوزك برينز (الإنجليزية)
- دوايت هوارد على موقع أول موفي (الإنجليزية)
- دوايت هوارد على موقع إن إن دي بي (الإنجليزية)
- دوايت هوارد على موقع قاعدة بيانات الفيلم (الإنجليزية)
- دوايت هوارد على موقع كينوبويسك (الروسية)
- دوايت هوارد على موقع الاتحاد الدولي لكرة السلة (الإنجليزية)
- دوايت هوارد على موقع إن بي أي (الإنجليزية)
- دوايت هوارد على موقع سبورتس رفرنس (الإنجليزية)
- دوايت هوارد على موقع كرة السلة الأوروبية.كوم (الإنجليزية)
- دوايت هوارد على موقع DraftExpress.com (الإنجليزية)
- دوايت هوارد على موقع إي إس بي إن.كوم (الإنجليزية)
- دوايت هوارد على موقع ريلجم (الإنجليزية)
- دوايت هوارد على موقع بروبوليرز (الإنجليزية)
- دوايت هوارد على موقع سبورتس رفرنس (الإنجليزية)
- دوايت هوارد على موقع أوليمبيديا (الإنجليزية)